# Hyperuranion
Hyperuránion tópon (en griego antiguo: ὑπερουράνιον τόπον, acusativo de ὑπερουράνιος τόπος, "lugar más allá de los cielos") o topus uranus es un giro platónico para referirse al mundo de ideas perfectas, y más tardíamente, en el Medioevo, la región que habita Dios más allá de los cielos.

## Nociones

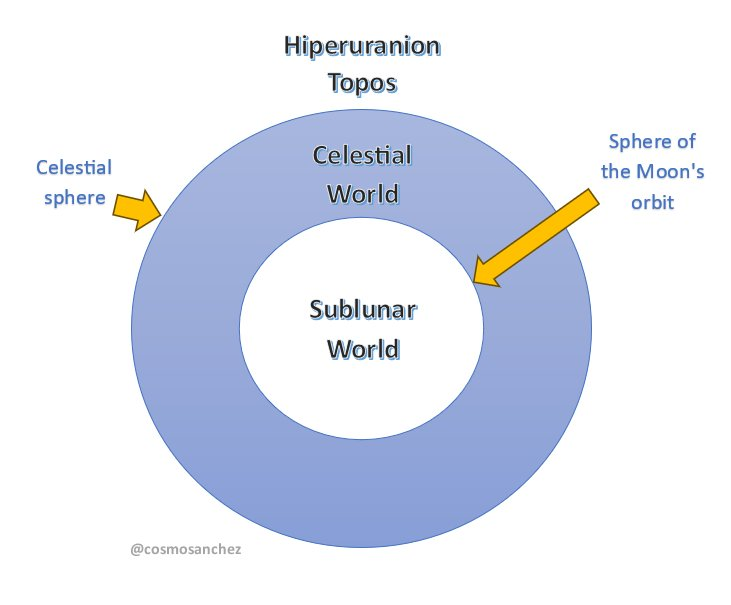
Hyperuranion (ὑπερουράνιος τόπος): The highest and most transcendent level, beyond the heavens. This is the realm of pure intelligibility, where the eternal Forms (εἶδη) exist. It is the domain of true being (ὄντως ὄν), untouched by time and change.

Platón (siglo IV a. C.) ha especulado que mientras el mundo de la realidad sensible es apariencia, el mundo de las ideas es la forma inteligible del mundo real; es el mundo de las entidades ideales, de las proyecciones "puras" de ciertos arquetipos y paradigmas de la realidad, de las entidades incorpóreas, absolutas y eternas; el lugar sobre el cielo (hyperuránion tópon) y por lo tanto del tiempo y el espacio, en él la forma de existencia es intangible y por lo tanto, en su forma peculiar y liviana de ocurrir, eterna. En él las ideas existen jerarquizadas desde las más simples a las más elevadas y perfectas. No es una noción que ocupe demasiado espacio en las obras de Platón - no le dedicó más atención que a la Atlántida por ejemplo - , pero los traductores y estudiosos musulmanes la encontraron de especial interés y le prestaron mucha atención, atención que fue continuada por los estudiosos cristianos y persiste en sus herederos. 
Más tardíamente para la palabra griega  Hyperuranion, y sobre todo en la época Edad Media Occidental se ha usado la latinización con la forma topus uranus (con el significado de lugar celestial) concepto que para algunos pensadores religiosos describe a Dios en el empíreo, más allá  de los cielos (recuérdese que asignaban un cielo, es decir una especie de placa, a cada Dios o Planeta) y desde donde domina todo como su primer motor.